# ルー・マーソン
ルー・グレン・マーソン（Louis Glenn Marson, 1986年6月26日 - ）アメリカ合衆国・アリゾナ州スコッツデール出身の元プロ野球選手（捕手）、野球指導者。右投右打。

## 来歴

### プロ入り前
コロナド高等学校ではアメリカンフットボールのクォーターバックとしても活躍していたが、最終学年時に鎖骨を骨折し、野球に専念するようになる。
2004年のドラフト4巡目（全体122位）でフィラデルフィア・フィリーズに入団。

### フィリーズ時代

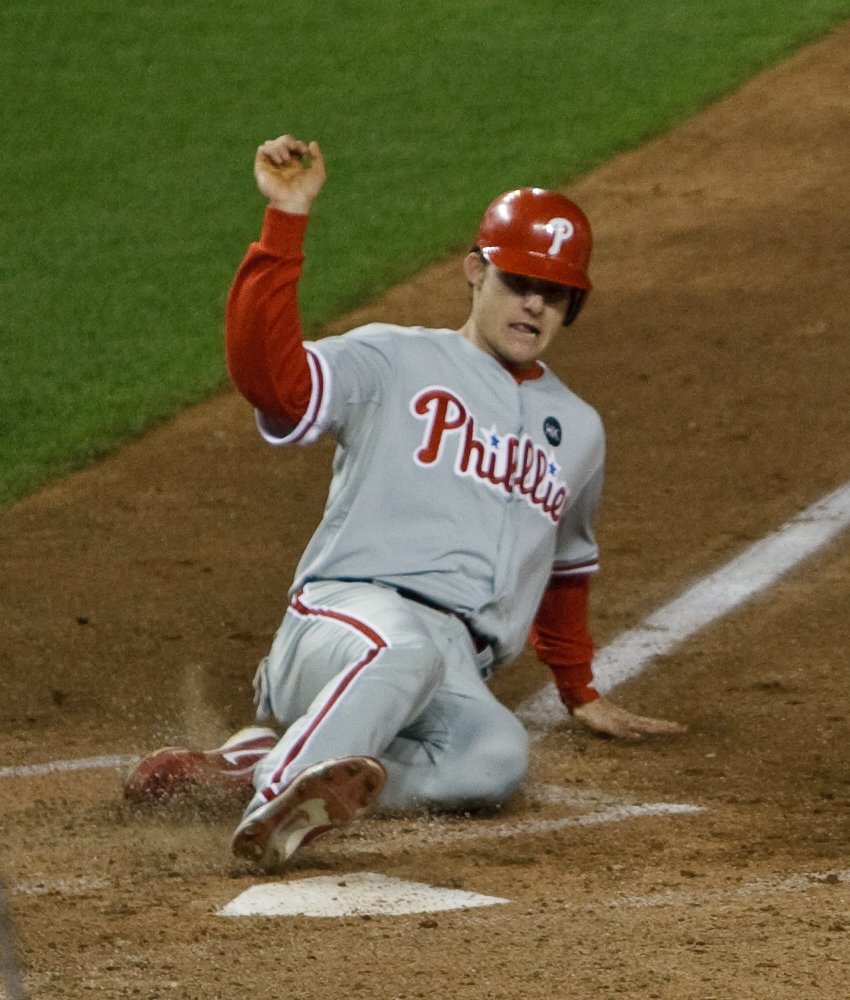
フィリーズ時代のマーソン (2009年)

2008年はAA級レディング・フィリーズで打率.314を記録。8月には北京オリンピックの野球アメリカ合衆国代表として出場し、銅メダルを獲得した。9月28日のシーズン最終戦（ワシントン・ナショナルズ戦）でメジャーデビューし、マルコ・エストラーダからメジャー初本塁打を放った。オフには、「ベースボール・アメリカ」誌の有望株ランキングにおいて、ドモニク・ブラウン、カルロス・カラスコに次いでチーム3位、マイナー全体では66位の評価を受けた。
2009年7月29日に、クリフ・リー、ベン・フランシスコとのトレードで、カルロス・カラスコ、ジェイソン・ドナルド、ジェイソン・ナップと共にクリーブランド・インディアンスへ移籍した。

### インディアンス時代
2010年以降はカルロス・サンタナに次ぐ2番手捕手として起用された。
2011年は79試合、2012年は70試合に出場したが、2013年は3試合の出場に終わり、12月2日にFAとなった。

### インディアンス退団後
2013年12月18日に古巣のフィリーズとマイナー契約を結び、2014年のスプリングトレーニングに招待選手として参加することになった。
2014年3月14日にフィリーズを自由契約となった。5月8日にシンシナティ・レッズとマイナー契約を結んだが、AA級ペンサコーラ・ブルーワフーズで7試合に出場するにとどまり、オフの11月4日にFAとなった。
2015年1月30日にレッズとマイナー契約で再契約した。7月22日に自由契約となった。
2016年2月8日にロサンゼルス・エンゼルスとマイナー契約を結んだ。この年限りで現役を引退した。

### 現役引退後
2017年にエンゼルス傘下AAA級ソルトレイク・ビーズの打撃コーチに就任。2018年は傘下AA級モービル・ベイベアーズの監督を務め、2019年からはAAA級ソルトレイクの監督を務めている。

## プレースタイル
2011年終了時点での通算盗塁阻止率は40％に達しており、守備には定評がある。一方で、打力には乏しく、正捕手獲得には至っていない。

## 年度別打撃成績
| 年 度     | 球 団     | 試 合 | 打 席 | 打 数 | 得 点 | 安 打 | 二 塁 打 | 三 塁 打 | 本 塁 打 | 塁 打 | 打 点 | 盗 塁 | 盗 塁 死 | 犠 打 | 犠 飛 | 四 球 | 敬 遠 | 死 球 | 三 振 | 併 殺 打 | 打 率 | 出 塁 率 | 長 打 率 | O P S |
| --------- | --------- | ----- | ----- | ----- | ----- | ----- | -------- | -------- | -------- | ----- | ----- | ----- | -------- | ----- | ----- | ----- | ----- | ----- | ----- | -------- | ----- | -------- | -------- | ----- |
| 2008      | PHI       | 1     | 4     | 4     | 2     | 2     | 0        | 0        | 1        | 5     | 2     | 0     | 0        | 0     | 0     | 0     | 0     | 0     | 2     | 0        | .500  | .500     | 1.250    | 1.750 |
| 2009      | PHI       | 7     | 20    | 17    | 3     | 4     | 1        | 0        | 0        | 5     | 0     | 0     | 0        | 0     | 0     | 3     | 0     | 0     | 7     | 1        | .235  | .350     | .294     | .644  |
| 2009      | CLE       | 14    | 52    | 44    | 6     | 11    | 6        | 0        | 0        | 17    | 4     | 0     | 0        | 0     | 1     | 7     | 0     | 0     | 14    | 2        | .250  | .346     | .386     | .733  |
| '09計     | CLE       | 21    | 72    | 61    | 9     | 15    | 7        | 0        | 0        | 22    | 4     | 0     | 0        | 0     | 1     | 10    | 0     | 0     | 21    | 3        | .246  | .347     | .361     | .708  |
| 2010      | CLE       | 87    | 294   | 262   | 29    | 51    | 15       | 0        | 3        | 75    | 22    | 8     | 1        | 2     | 1     | 26    | 0     | 3     | 55    | 7        | .195  | .274     | .286     | .560  |
| 2011      | CLE       | 79    | 272   | 243   | 26    | 56    | 9        | 2        | 1        | 72    | 19    | 4     | 2        | 2     | 2     | 24    | 0     | 1     | 68    | 7        | .230  | .300     | .296     | .596  |
| 2012      | CLE       | 70    | 235   | 195   | 27    | 44    | 8        | 2        | 0        | 56    | 13    | 4     | 2        | 2     | 1     | 36    | 0     | 1     | 44    | 10       | .226  | .348     | .287     | .635  |
| 2013      | CLE       | 3     | 5     | 3     | 0     | 0     | 0        | 0        | 0        | 0     | 0     | 0     | 0        | 0     | 0     | 2     | 0     | 0     | 0     | 0        | .000  | .400     | .000     | .400  |
| 通算：6年 | 通算：6年 | 261   | 882   | 768   | 93    | 168   | 39       | 4        | 5        | 230   | 60    | 16    | 5        | 6     | 5     | 98    | 0     | 5     | 190   | 27       | .219  | .309     | .299     | .609  |